# Mario Videla
Mario Videla (Salta, 17 de marzo de 1939-Buenos Aires, 16 de julio de 2023) fue un músico argentino reconocido como intérprete de órgano, clave y flauta dulce. 
Además de su labor como intérprete, realizó diversos estudios en pedagogía musical y musicología, publicando numerosos libros didácticos de música antigua. Ha grabado numerosos discos como solista e integrante de conjuntos. Entre sus grabaciones se encuentran la obra completa para órgano y clave de Domenico Zipoli, el Pequeño libro de Anna Magdalena Bach, integrales de las seis Partitas, las seis Suites francesas, de las Invenciones a 2 y 3 voces, el Concierto italiano y otras obras de Bach, y otros programas con Música de España y colonial latinoamericana.

## Biografía
Se graduó en la Facultad de Artes de la Universidad Nacional de La Plata en órgano y dirección coral y completó estudios de perfeccionamiento en Alemania, Holanda y Gran Bretaña. 

## Actividad
En Europa se presentó en recitales en el Festival de Lucerna, Roma, Madrid, Londres y Colonia. En Latinoamérica ofreció conciertos en Caracas, México, Lima, São Paulo, Montevideo y Santiago de Chile.
Desde 1976 se desempeñó como director artístico de la Asociación Festivales Musicales de Buenos Aires y tuvo a su cargo la cátedra de clave en el Conservatorio "Manuel de Falla" de Buenos Aires hasta el año 2005. También estaba a su cargo la cátedra de clave del Conservatorio Nacional de Música "Carlos López Buchardo", donde ejerció una importantísima labor docente en la formación de intérpretes en el nivel Superior.
En 1983 fundó la "Academia Bach de Buenos Aires", de la que es director, habiendo presentado, a través de conciertos comentados, más de 60 cantatas, el Magnificat y los Oratorios de Navidad y Pascua de J.S.Bach, además de obras instrumentales y composiciones de sus antecesores y contemporáneos. Participó en numerosas giras de conciertos comentados por Argentina, Chile y Brasil, organizadas por las Fundaciones Antorchas, Andes y Vitae. 
En 1985, con motivo del Año Bach-Händel, fue invitado por el maestro Helmuth Rilling a integrar el Collegium Bach de Stuttgart, realizando una importante gira por ciudades de Alemania Federal, Praga, Varsovia, Cracovia, Leipzig y Moscú. Participó en la grabación de los Conciertos para tres y cuatro claves de J. S. Bach bajo la dirección de Helmuth Rilling en Stuttgart y grabó en clave, clavicordio y órgano el Pequeño libro de Ana Magdalena Bach del año 1722 para la "Edition Bach Akademie 2000", monumental serie del sello germano Hänssler que comprende 172 CD. Desde 1997, desarrolla también un programa dominical dedicado a Bach titulado "La Cantata del Domingo" por diversas radios de Argentina y otros países.

## Premios y reconocimientos
Mario Videla recibió varias distinciones, entre ellas el Premio Konex de Platino 1989 en Música Clásica y la Cruz al Mérito de la República Federal de Alemani en 2003..

## Publicaciones
- Iniciación a la Flauta Dulce, Editorial Ricordi, Buenos Aires, 3 Tomos, con Judith Akoschky, traducido y adaptado en Brasil e Italia.
- Método Completo para Flauta Dulce Contralto, Editorial Ricordi, Buenos Aires, 1 Tomo.
- Fantasías y Variaciones Maestros Holandeses, Editorial Ricordi, Buenos Aires.
- Ejemplos de Ornamentación del Renacimiento, Editorial Ricordi, Buenos Aires.
- Formas Instrumentales del Renacimiento, Editorial Ricordi, Buenos Aires.

"Más allá de las creencias religiosas, hay algo elevado que nos comunica. Es la música: una expresión universal que está por encima de toda diferencia.
Mario Videla, en noviembre de 2007.